# (4480) Nikitibotania
(4480) Nikitibotania est un astéroïde de la ceinture principale.

## Description
(4480) Nikitibotania est un astéroïde de la ceinture principale. Il fut découvert le 24 août 1985 à Naoutchnyï par Nikolaï Tchernykh. Il présente une orbite caractérisée par un demi-grand axe de 2,43 UA, une excentricité de 0,17 et une inclinaison de 3,4° par rapport à l'écliptique.

## Compléments